# Hemiergis initialis
Espèce
Synonymes
- Lygosoma initiale Werner, 1910

Hemiergis initialis est une espèce de sauriens de la famille des Scincidae.

## Répartition
Cette espèce est endémique d'Australie. Elle se rencontre en Australie-Occidentale et en Australie-Méridionale.

## Description
C'est un saurien vivipare.

## Liste des sous-espèces
Selon The Reptile Database (26 septembre 2012) :
- Hemiergis initialis brookeri Storr, 1975
- Hemiergis initialis initialis (Werner, 1910)

## Publications originales
- Storr, 1975 : The genus Hemiergis (Lacertilia: Scincidae) in Western Australia. Records of the Western Australian Museum, vol. 3, no 4, p. 251-260 (texte intégral).
- Werner, 1910 : Reptilia (Geckonidae und Scincidae). Die Fauna Südwest-Australiens, G. Fischer, Jena, vol. 2, p. 451-493 (texte intégral).